# Ba Mươi Năm Của Adonis
Ba Mươi Năm Của Adonis (tên tiếng Trung là: "三十儿立", phiên âm là: "Sānshíerlì", tên tiếng Anh là: "Thirty Years Of Adonis") là một phim điện ảnh Trung Quốc được công chiếu vào ngày 27 tháng 11 năm 2017.

## Diễn Viên

### Diễn Viên Chính
Adonis He trong vai Adonis He
Susan Shaw trong vai Chị Yin
Nora Miao trong vai Mẹ Yang Ke
Amanda Lee trong vai Herself

### Diễn Viên Phụ
Bank Chuang trong vai Elf
Eric East trong vai Vendetta
Katashi trong vai Xu Jin
Cici Lee trong vai Yin's Daughter
Justin Lim trong vai Wang Qiang
Alan Tang trong vai Abe
Yu Sheng Ting trong vai Xiao Niu

## Cốt Truyện
Adonis He là một nam diễn viên Opera ở Bắc Kinh. Anh quyết định theo đuổi diễn xuất và trở thành một nô lệ con buôn chuyên bán mại dâm cho nam giới.

## Liên Kết
Chisub: [1][2]
Engsub: